# Super Formula
Super Formula (początkowo All-Japan F2000, w latach 1978–1987 All–Japan F2, w latach 1988–1995 All-Japan F3000, a w latach 1996–2012 Formuła Nippon) – japońska seria wyścigowa powstała w 1973 roku.
Pierwszym mistrzem został Motoharu Kurosawa. Po dziesięciu latach triumfów Japończyków w 1983 roku mistrzem został Brytyjczyk Geoff Lees.

## Mistrzowie
| Rok             | Kierowca               |
| All-Japan F2000 | All-Japan F2000        |
| --------------- | ---------------------- |
| 1973            | Motoharu Kurosawa      |
| 1974            | Noritake Takahara      |
| 1975            | Kazuyoshi Hoshino      |
| 1976            | Noritake Takahara      |
| 1977            | Kazuyoshi Hoshino      |
| All-Japan F2    |                        |
| 1978            | Kazuyoshi Hoshino      |
| 1979            | Keiji Matsumoto        |
| 1980            | Masahiro Hasemi        |
| 1981            | Satoru Nakajima        |
| 1982            | Satoru Nakajima        |
| 1983            | Geoff Lees             |
| 1984            | Satoru Nakajima        |
| 1985            | Satoru Nakajima        |
| 1986            | Satoru Nakajima        |
| 1987            | Kazuyoshi Hoshino      |
| All-Japan F3000 |                        |
| 1988            | Aguri Suzuki           |
| 1989            | Hitoshi Ogawa          |
| 1990            | Kazuyoshi Hoshino      |
| 1991            | Ukyō Katayama          |
| 1992            | Mauro Martini          |
| 1993            | Kazuyoshi Hoshino      |
| 1994            | Marco Apicella         |
| 1995            | Toshio Suzuki          |
| Formula Nippon  |                        |
| 1996            | Ralf Schumacher        |
| 1997            | Pedro de la Rosa       |
| 1998            | Satoshi Motoyama       |
| 1999            | Tom Coronel            |
| 2000            | Toranosuke Takagi      |
| 2001            | Satoshi Motoyama       |
| 2002            | Ralph Firman           |
| 2003            | Satoshi Motoyama       |
| 2004            | Richard Lyons          |
| 2005            | Satoshi Motoyama       |
| 2006            | Benoît Tréluyer        |
| 2007            | Tsugio Matsuda         |
| 2008            | Tsugio Matsuda         |
| 2009            | Loïc Duval             |
| 2010            | João Paulo de Oliveira |
| 2011            | André Lotterer         |
| 2012            | Kazuki Nakajima        |
| Super Formula   |                        |
| 2013            | Naoki Yamamoto         |
| 2014            | Kazuki Nakajima        |
| 2015            | Hiroaki Ishiura        |
| 2016            | Yūji Kunimoto          |
| 2017            | Hiroaki Ishiura        |
| 2018            | Naoki Yamamoto         |
| 2019            | Nick Cassidy           |
| 2020            | Naoki Yamamoto         |
| 2021            | Tomoki Nojiri          |
| 2022            | Tomoki Nojiri          |
| 2023            | Ritomo Miyata          |
| 2024            | Sho Tsuboi             |

Najwięcej tytułów zdobyli:
1. Kazuyoshi Hoshino – 6
2. Satoru Nakajima – 5
3. Satoshi Motoyama – 4